# Piet Eekman
Piet Eekman (* 1964 in Berlin) ist ein belgischer Filmemacher und Autor. Bekannt wurde Eekman unter anderem durch seine sozialkritischen Dokumentarfilme Reiche essen keine Hamburger und Das verlorene Schläfchen. Seine Dokumentarfilme werden in Deutschland auf ARTE, 3sat und im ZDF gezeigt und regelmäßig wiederholt.

## Leben
Piet Eekman studierte von 1983 bis 1988 an den Filmschulen St. Lukas und INSAS in Brüssel. Danach studierte er bis 1991 an der Hochschule für Film und Fernsehen in Potsdam-Babelsberg. Eekman ist Diplom-Regisseur. Nachdem er zwei Jahre lang als Filmvorführer im Brüsseler Filmmuseum gearbeitet hatte, startete er eine Karriere als Filmproduzent und Autor. Von 1996 bis zum Jahr 2000 war Eekman Produzent im ZDF-Studio in Brüssel. Seitdem ist er freier Autor und Journalist.

## TV-Dokumentationen

### Die Männer meiner Oma
In diesem  Dokumentarfilm erzählt die Oma des Regisseurs über die Männer, die in ihrem Leben eine Rolle spielten. Hierbei liegt der Fokus auf der Sexualität.

### Reiche essen keine Hamburger
Der Dokumentarfilm aus dem Jahr 2004 thematisiert die aktuelle Ernährungslage in den Vereinigten Staaten. Ein Großteil der Bevölkerung leidet bereits unter neuen Volkskrankheiten wie Fettsucht und Diabetes, ausgelöst durch den fast ausnahmslosen Verzehr von Fast-Food. Als Gegenpol hierzu stellt Eekman eine bekannte Persönlichkeit aus der Slow-Food-Bewegung vor, die amerikanische Starköchin Alice Waters. Anhand ihres Porträts macht Eekman deutlich, dass gesunde Ernährung in den USA durchaus eine Frage von Klassenzugehörigkeit und -bewusstsein ist. Die Ausstrahlung erfolgte bei ARTE und im ZDF bzw. Phönix.

### Das Verlorene Schläfchen
Dokumentation aus dem Jahr 2006 über den Arbeitsalltag im modernen Vietnam, der sich vollständig gewandelt hat. Das Land war vom Krieg gelähmt, doch die Menschen nahmen sich Zeit, redeten gerne und schätzten ihr Mittagsschläfchen. Heute ist Vietnam eine aufstrebende Wirtschaftsnation, und es herrscht hektische Betriebsamkeit. Sogar mit dem ehemaligen Erzfeind, USA, werden Geschäfte gemacht. Die Zeit der Ruhe ist vorbei.Das verlorene Schläfchen. arte.tv, 4. Juli 2007, abgerufen am 16. Mai 2008.

### Die Gans, vier Köche und meine Mutter
In allen Kulturen sind es die Frauen, die man am häuslichen Herd antrifft. Schaut man in die gehobene Gastronomie, wandelt sich das Bild. Die Kochkunst ist weitgehend den Männern vorbehalten. In dieser Dokumentation aus dem Jahr 2003 geht Piet Eekmann dieser Sache auf den Grund und stellt vier Meister ihrer Zunft vor: Den Französischen Chefkoch Pierre Gagnaire, den Deutschen Dieter Müller, den Spanier Ferran Adrià und den gebürtigen Japaner Testuya Wakuda. Alle vier lädt er zu einem Essen in Haus seiner Mutter ein. Es gibt grüne Klöße und Gans und viel Information über die Kunst des Kochens.

### Ups and Downs – Auf und Abs
36.000 Kilometer ins All oder 5.000 Meter in die Erde. Aufzüge sind für uns alltäglich. Die von Eekman vorgestellten Exemplare sind es definitiv nicht. Dieser Dokumentarfilm wurde im Jahr 2003 im Rahmen des ZDF-Themenabends gesendet.

### Champagnerlaunen
Die Entstehungsgeschichte des Champagners und sein unvergleichlicher Aufstieg. Eine Dokumentation für ARTE und das ZDF aus dem Jahr 2003.

### Der Koch, der Hund und Dali
Porträt des Restaurants El Bulli aus dem Jahr 2002. Einst ein unbedeutendes Lokal in einer abgelegenen Bucht der Costa Brava unweit des Badeorts Rosas, heute ein Wallfahrtsort für Gourmets der ganzen Welt. Sechzig Personen kochen für 25 Gäste. Die Wartezeit beträgt ein halbes Jahr. Chefkoch, Ferran Adrià, steht im Mittelpunkt dieses Porträts für den Sender ARTE.

### Die Spur der Kinderschänder – Dutroux und die toten Zeugen
Dokumentation aus dem Jahr 2001 über den Prozessverlauf des Sexualstraftäters Marc Dutroux. Nach dessen Verhaftung starben mindestens 27 Zeugen, die im Prozess aussagen wollten. Der zuständige Staatsanwalt, Hubert Massa, starb durch Suizid.